# Jaroslav Moudrý (Mejtus)
Jaroslav Moudrý (v ukrajinském originále (Ярослав Мудрий) je opera o třech dějstvích a šesti obrazech ukrajinského skladatele Julije Serhijovyče Mejtuse. Jejím námětem je postava středověkého vládce Kyjevské Rusi Jaroslava Moudrého. Libreto podle stejnojmenného poetického dramatu ukrajinského spisovatele Ivana Antonovyče Kočerhy napsala Mejtusova manželka, herečka Oleksandra Ivanivna Vasyljeva (1916–2004). Opera byla napsána v roce 1972, a 3. března následujícího roku měla premiéru v Doněckém státním divadle opery a baletu.

## Vznik a charakteristika opery
Julij Mejtus a jeho žena Oleksandra Vasyljeva se s Ivanem Kočerhou seznámili roku 1946 a brzy začali hovořit o zhudebnění Kočerhova historicko-vlasteneckého veršovaného dramatu z doby Velké vlastenecké války (1944) o slavném vládci Kyjevské Rusi, velkém knížeti Jaroslavu Moudrém, které se stalo v Kyjevě rychle populárním. O námět se v té době zajímal i Kosťantyn Daňkevyč, ale spisovatel jej vyhradil Mejtusovi. Kočerha však roku 1952 zemřel a Mejtus se ke kompozici tohoto díla odhodlal až o dvacet let později. Libreto podle Kočerhovy hry poměrně volně přepracovala Oleksandra Vasyljeva, v jejímž přepracování se odráží i společná návštěva manželů ve Francii, kde navštívili i hrob Jaroslavovy dcery Anny Kyjevské v opatství Villiers – pod těmito dojmy získala původně epizodní postava princezny Anny v opeře mnohem větší úlohu.
Až v průběhu kompozice se skladatel dozvěděl o souběžně zpracovávané opeře Heorhije Majborody podle stejné předlohy. Mejtusovu operu uvedlo poprvé již roku 1973 operní divadlo v Doněcku, Majboroda opera se dostala na jeviště až roku 1975, avšak na prestižnější kyjevské scéně.
Podle muzikologa Avrama Gozenpuda je Mejtusův Jaroslav Moudrý „hudební drama opírající se o klasické tradice a napsané v duchu historismu“. Podle Ju. A. Staniševského se jedná o „národní huděbní recitativně-deklamatorní drama s průběžným konfliktně-symfonickým rozvojem“. Mejtus se tedy v tomto díle definitivně odvrátil od modelu „písňové opery“ stalinského období, a i když nevykročil z mezi novoromantické tonální hudby, pokoušel se o dramatický útvar; přízeň publika však nalezla spíše Majborodova varianta, zpěvná lyricko-epická „číslová“ opera ještě tradičnějšího ražení.
Opera repertoár doněckého divadla pustila koncem 70. let 20. století a vícekrát nastudována nebyla. V roce 1982 byl v Moskvě vydán alespoň její klavírní výtah.

## Osoby a první obsazení
| Úloha                                                    | Hlasový obor | Premiéra (3. 3. 1973)   |
| -------------------------------------------------------- | ------------ | ----------------------- |
| Jaroslav Moudrý (Jaroslav Mudryj), veliký kníže kyjevský | basbaryton   | I. Dykov                |
| Ingigerda, jeho žena                                     | mezzosoprán  | L. Pravdina             |
| Alžběta (Jelizaveta), jejich dcera                       | soprán       | R. Kolesnyk             |
| Harald (Haraľd), norský bojovník                         | baryton      | M. Momota               |
| Mykyta, mnich – iluminátor                               | tenor        | P. Ončul                |
| Silvestr (Syľvestr), učený mnich                         | bas          | Ju. Kosenko             |
| Myluša                                                   | soprán       | N. Romankova            |
| Dirigent:                                                | Dirigent:    | I. Lapapyč / T. Mykytka |
| Režie:                                                   | Režie:       | Je. Kušakov             |
| Výprava:                                                 | Výprava:     | B. Kupenko              |

## Děj opery
Děj opery je v základních rysech shodný s dějem Jaroslava Moudrého Heorhije Majborody (viz). Děj je celkově zestručněn a počet postav snížen, jsou v něm však dva zásadní posuny. Zatímco v předloze je pečeněžský útok jen na konci, Mejtusova opera jím rovněž začíná (centrální obraz knížete Jaroslava jako moudrého v míru tak rámují scény představující jej jako schopného vojevůdce). Jaroslavův zrádný bratr Svjatopolk se na rozdíl od hry objevuje přímo na scéně a stává se vůdcem Pečeněhů a je to Varjag Eimund, velitel Jaroslavova vojska, který velkému knížeti přinese Svjatopolkovu hlavu. Druhým rozdílem je mnohem větší úloha, kterou má knížecí dcera a budoucí francouzská královna Anna, jako moudrá a rozhodná dívka přirozenější dědička Jaroslava než citlivá Alžběta.
.